# Capitalism mov

Vânzarea tricourilor cu slogane feministe este adesea criticată din cauza faptului că majoritatea producției textile la nivel global este realizată de femei din țările din sudul global în condiții de exploatare a muncii.

Capitalism mov, capitalism violet sau capitalism feminist este un termen folosit pentru a desemna, dintr-o perspectivă critică, încorporarea unor principii ale mișcării feministe în capitalism și în economia de piață.
Criticii se bazează, pe de o parte, pe faptul că integrarea femeilor în piața muncii nu a dus la o schimbare paradigmatică a modelului socio-economic spre unul mai egalitar și mai orizontal, în care persistă diferențele salariale și munca de îngrijire este în continuare asumată în mare parte de femei.
Pe de altă parte, se pune și în discuție modul în care feminismul este folosit ca instrument pentru a vinde produse (cum ar fi muzica sau haine), pierzându-și sensul politic și devenind doar o modă care nu pune la îndoială modul în care aceste produse au fost produse și care exclude majoritatea populației planetei.